# 소련군의 아프가니스탄 철수
소련군의 아프가니스탄 철수(러시아어: Вывод советских войск из Афганистана, 영어: Soviet withdrawal from Afghanistan)는 1988년 5월 15일 시작되어 1989년 2월 15일 성공적으로 완료되었다. 책임 지휘자는 보리스 그로모프 상장이었다.
1988년 4월 15일 아프가니스탄과 파키스탄은 3개 조항에 걸친 상호 관계 원칙에 합의했다(제네바 합의). 이는 아프가니스탄 난민들의 자발적 귀환을 간섭하거나 방해하지 않고 그 정착에 상관하지 않을 것을 그 골자로 했으며, 이에 따라 아프가니스탄에 주둔한 외국 군대의 철수가 5월 15일 시작되었다. 미국과 소련도 상호간에 어떠한 형태의 간섭과 방해도 하지 않겠다는 선언에 조인했다.
이후 5월에서 7월까지 3개월에 걸쳐 병사 50,183명이 아프가니스탄을 빠져나갔고, 이후 8월에서 이듬해 2월까지 7개월에 걸쳐 병사 50,100명이 마저 아프가니스탄을 탈출했다.
국경을 넘어가는 소련군을 아프가니스탄 전사들이 공격하여, 철수 과정에서 소련 병사 523명과 아프가니스탄 전사 1,200여명이 사망했다.
1989년 2월 15일, 10개월 전에 조인된 제네바 합의에 따라 모든 소련군 병사가 아프가니스탄에서 빠져나갔다. 상징적인 행동으로서 철수 책임 지휘자인 그로모프 상장이 아프가니스탄-우즈베키스탄 다리를 마지막으로 건너 아프가니스탄으로부터 소련 영토로 돌아왔다.

## 같이 보기
- 미군의 아프가니스탄 철수 (2020년~2021년)